# 催涙剤

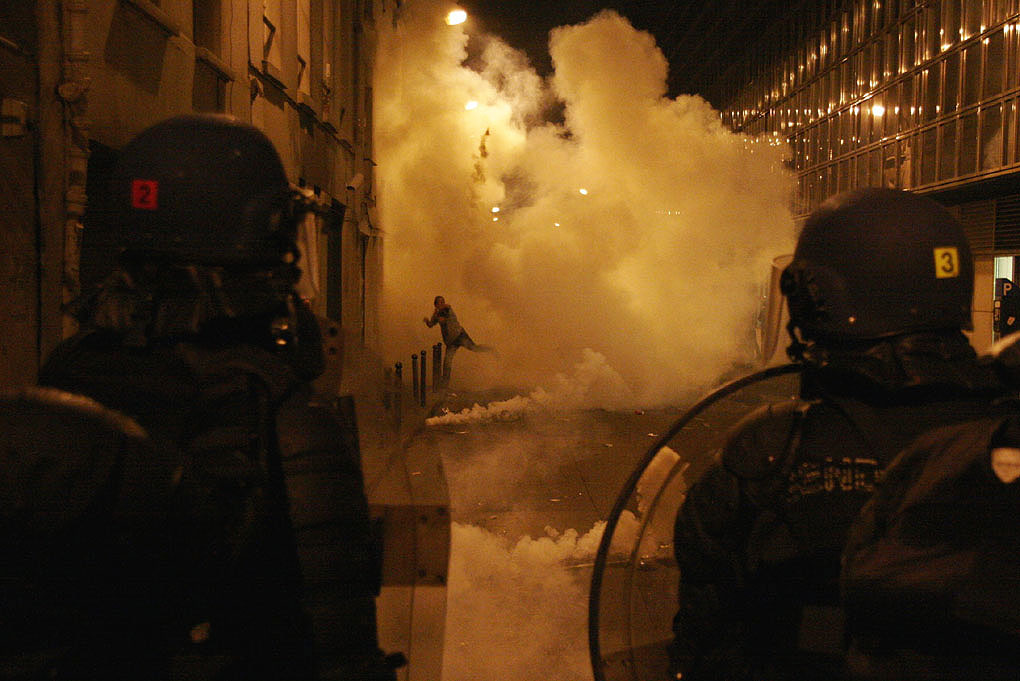
催涙ガスを使用するフランス国家憲兵隊

催涙剤（さいるいざい）は、非致死性のガス化学兵器である。一般には催涙ガス（英: tear gas）とも呼ばれるが、気体（ガス）ではない。催涙剤を詰めた弾丸を催涙弾と呼ぶ。

## 概要

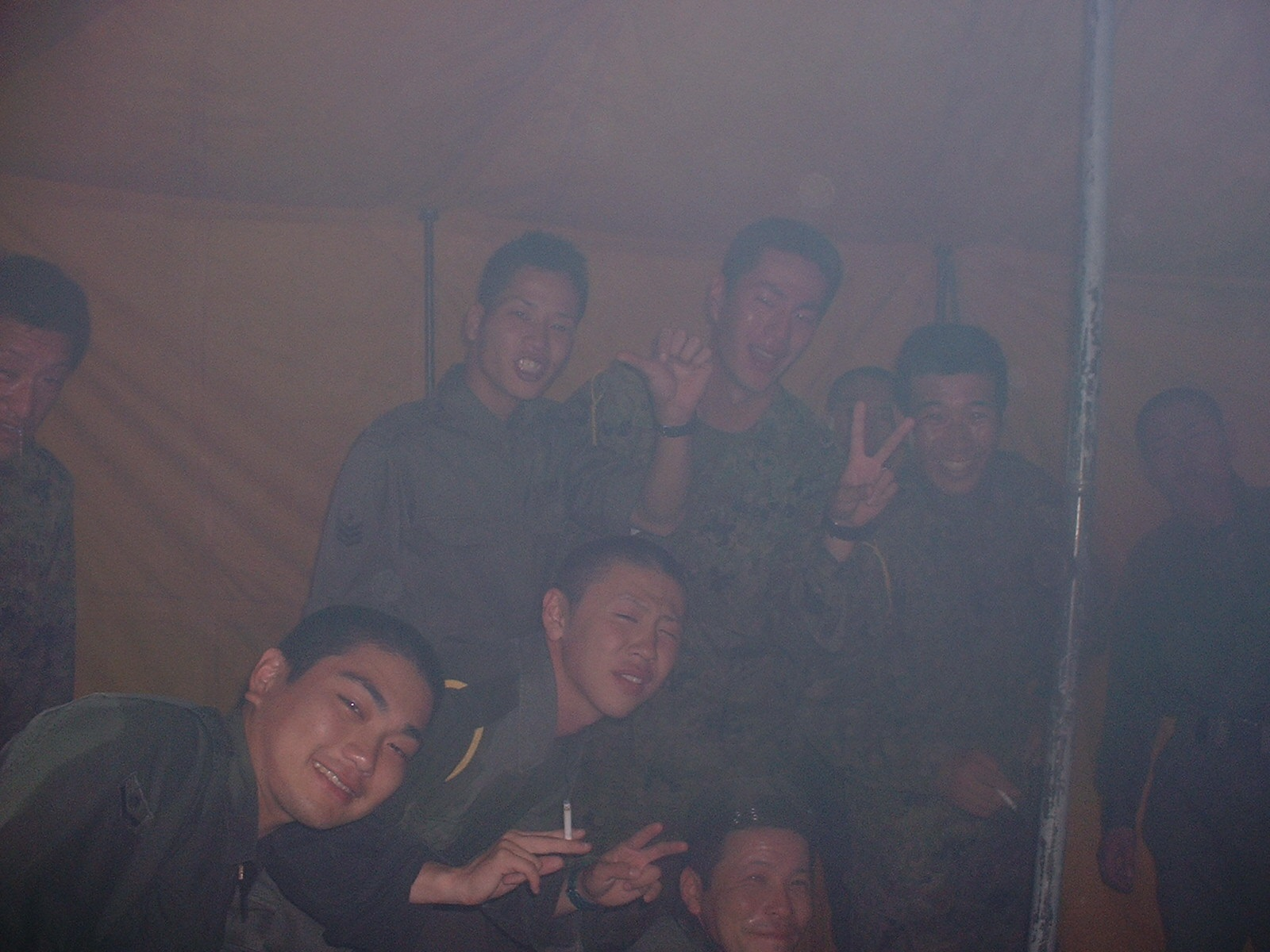
自衛隊の教育隊で行われたガス体験訓練

皮膚や粘膜に付着した場合、不快な刺激や痛みを与え、咳・クシャミ・落涙・嘔吐などの症状を発現させる。効果時間は数分から数十分とされ、時間経過による拡散や自然分解、あるいは涙や洗眼、中和剤の使用などで除去すれば一般的には傷跡、後遺症を残すことがないとされる。また、即効性があり、比較的低濃度でも効果を発揮するが、致死量が高いため、主に暴動の規制・鎮圧や化学兵器防護の訓練に使われている。
1925年のジュネーヴ議定書（窒息性ガス、毒性ガスまたはこれらに類するガスおよび細菌学的手段の戦争における使用の禁止に関する議定書）においては、戦争における毒ガス使用の禁止が宣言された。1997年に発効した化学兵器禁止条約では、1条において暴動鎮圧剤を戦争における戦闘行為で用いることが禁止されているが、2条9項において「国内の暴動の鎮圧を含む法の執行のための目的」の使用は、明示的に条約の対象から除外されている。
歴史的には第一次世界大戦中の1914年にフランス軍が使用を開始している（一説には臭化キシリル(Xylyl bromide)）。次いでドイツ軍でも開発の上、使用されることになった。
ベトナム戦争ではアメリカ軍がクロロベンジリデンマロノニトリルを壕内に投入して、内部にひそむ戦闘員を外部に出させた。非致死剤とはいえ1m2に10g以上あれば致死効果があり、遅延型アレルギーなどの後遺症も残す可能性が指摘されている。
なお催涙剤は軍隊や警察用以外に護身・防犯用途として市販されており、日本でも催涙スプレーとして個人で購入することができる。ただし、正当な理由なく隠匿して所持していた場合には、危害を加えうる器具の隠匿所持として、軽犯罪法違反に問われる場合もある。
アメリカではフッ化スルフリルを使った住宅燻煙の際、内部に人が残っていないことを確認する目的で催涙効果を持つクロルピクリンを使用する。
散布方法は手榴弾型を投擲するか、擲弾発射器用のグレネード弾として投射する。2018年にはイスラエル警察が催涙弾を搭載したドローンを導入し、同年3月30日にガザ地区で行われたデモ隊との衝突で初使用されている。
警察の特殊部隊や軍隊では催涙剤が充満した環境でも適切に行動する必要があるため、効果を減じたガスを屋内に充満させ素早くマスクを装着する訓練などを行っている。

## 主な催涙ガス
カッコ内のアルファベットはアメリカ軍の略号
- 催吐剤
  - アダムサイト(DM)
- くしゃみ剤
  - ジフェニルシアノアルシン(DC)
  - ジフェニルクロロアルシン(DA)
- 催涙剤
  - ブロモベンジルシアニド(CA)[9]
  - クロロアセトフェノン(CN)[9]：旧日本軍においては「みどり剤」として呼称して保有[1]。
  - クロロベンジリデンマロノニトリル(CS)[9]
  - ジベンゾ-1,4-オキサゼピン(CR)